# ZD 운동
ZD 운동(ZD運動)은 일의 결점을 제로로 하려는 운동을 말한다. 여기서 ZD란 무결점(zero defects)이란 말이다.
ZD에서는 노동자 한 사람 한 사람이 각자 역할의 중요성을 인식하고 과오 없이 일하도록 하는 것, 즉 계속적인 동기(動機)를 노동자에게 부여하는 것(motivation)이 최대의 노리는 점이다. 즉 생산 혹은 직업관리면에서 그것을 직접 작업하는 노동자 개개인이 기업과의 일체감이나 자존심, 자기완성의 욕구를 만족시키도록 하기 위해서 작업수행의 완전성을 기하도록 심리적인 동기를 부여하는 데 주목한다.구체적으로는, 결함을 낳는 노동자의 부주의에 대해서는 ZD 이념을 엄수시키고 기타 훈련부족·불충분한 환경조건을 제거하기 위해서는 직접 노동자의 개선제안을 중시한다. 또 ZD 운동의 프로그램으로서 ① ZD 계획의 조직화에서는 노동자에게 동기를 부여하는 관리자의 ZD 위원회와 노동자 그룹간에 효과적인 커뮤니케이션이 이루어지도록 집단이 조직되어 있을 것, ② 목표설정, ③ 실적평가에서는 노동자에게 자주적인 설정이나 평가를 내리도록 하고, ④ 표창(表彰)에 있어서 그 목표달성의 노력에 보답한다는 과정을 밟는다.
이와 같이 ZD 운동의 기저에는 모랄이나 기능의 향상 뿐만 아니라 구체적인 작업수행에서 부단히 '무결점'에 노력하도록 심리적인 동기를 부여하며, 스스로 유지하도록 하는 실천성이 주목된다. 이것은 실로 노동자의 전능력을 최대한으로 발휘시켜 생산성 향상에 이바지하도록 하는 경영전략의 하나라고 할 수 있다.

## 같이 보기
- 6 시그마
- 전사적 품질 경영